# Terraplistes kradung
Terraplistes kradung är en insektsart som beskrevs av Sigfrid Ingrisch 2006. Terraplistes kradung ingår i släktet Terraplistes och familjen Mogoplistidae. Inga underarter finns listade i Catalogue of Life.